# Kloster Phuoc-Son
Kloster Phuoc-Son (lat. Abbatia B.M.V. de Phước Sơn) ist eine vietnamesische Zisterzienserabtei in Phước Hoà, Tân Thành District, Provinz Bà Rịa–Vũng Tàu, Erzbistum Ho-Chi-Minh-Stadt.

## Geschichte
Kloster Phuoc-Son wurde 1918 von Henri Benoît Thuan Denis an dem Ort Phuóc-Son („Gebirge des Glücks“), Provinz Quảng Trị, nördlich des Flusses Ben Hai, im damaligen Annam (nördliches Cochinchina), Erzbistum Huế, gegründet und am 21. März 1935 entsprechend seinem Wunsch (postum) in den Zisterzienserorden der allgemeinen Observanz eingegliedert. 1945 wich das Kloster vor der Machtergreifung durch die Kommunisten nach Thu Dúc, Thủ Đức District, Ho-Chi-Minh-Stadt, aus. 1978 wurden die rund hundert Mönche von der Regierung vertrieben. Sie gründeten an verschiedenen Orten Vietnams neue Klöster, das Mutterhaus in Phước Hoà, Tân Thành District, Provinz Bà Rịa–Vũng Tàu, unweit Vũng Tàu (mit im Jahre 2015 rund 150 Mönchen).
Abt von Phuoc-Son war bis 2020 Dom Jean de la Croix Lê Văn Đoàn OCist. Er war zugleich Abtpräses der Zisterzienserkongregation von der Hl. Familie. Am 31. Dezember 2020 wurde Johannes Nguyễn Văn Sơn zum Abt gewählt. Die Abtsbenediktion fand am 11. April 2021 statt.

### Gründungen
- 1936: Kloster Chau-Son (Nord), Phat Diêm bei Ninh Bình; ab 1957: Kloster Chau-Son (Süd) Đơn Dương, Lâm Đồng, Region von Đà Lạt.
- 1950: Kloster Phuoc-Ly, Saigon.
- 2001: Kloster Phuoc-Vinh, Thon Ron Vinh Kim, Cầu Ngang, Trà Vinh (Provinz), im Mekongdelta.